# Vúmetre

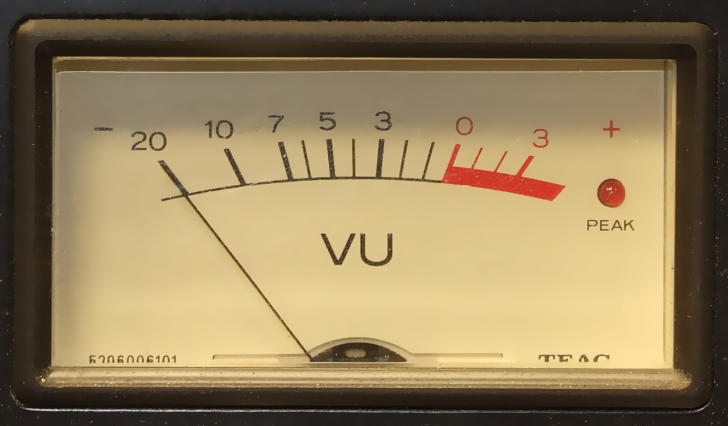
Un vúmetre analògic amb indicador Led de saturació.

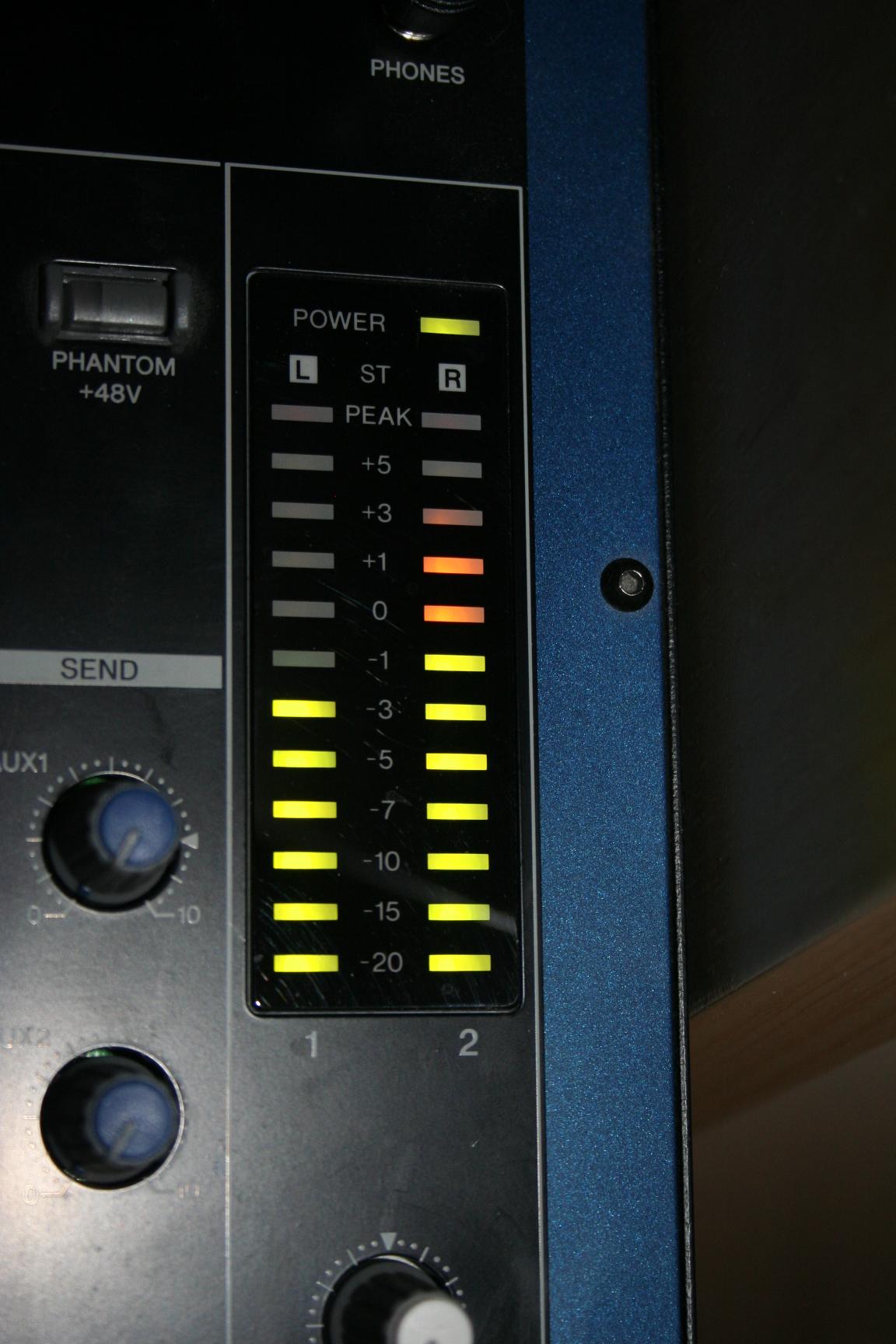
Un vúmetre digital.

La resposta d'un vúmetre (línia negra) comparada amb el nivell instantani de l'entrada (àrea grisa).
El nivell s'indica en dB i el temps en segons.

Un vúmetre és un dispositiu indicador en equips d'àudio per mostrar el nivell de senyal en unitats de volum, de vegades és també anomenat indicador de volum.
Consta d'un instrument de bobina mòbil d'un tipus determinat, alimentat per mitjà d'un rectificador d'ona completa que s'alimenta al seu torn de la línia mitjançant una resistència en sèrie. No necessita més font d'energia per al seu funcionament que el senyal d'entrada.
El vúmetre va ser dissenyat no per mesurar el senyal, sinó perquè els usuaris tinguessin una referència o objectiu de 0 VU, algunes vegades anomenat 100% o 0 decibels, per la qual cosa no és important que el dispositiu no sigui lineal i imprecís per a nivells baixos. En efecte, l'escala va de -20 VU a +3 VU, amb -3 VU just al mig.

## Unitat VU
La unitat de volum VU (de l'anglès Volume Unit) es defineix com: "L'indicador de volum marca 0 VU quan es connecta a la sortida una resistència de 600 Ohms, per a un senyal sinusoidal de 1000 Hz."

## Funcionament
És intencionalment "lent" en el mesurament, promitjant màxims i mínims de curta durada per reflectir el volum percebut. Va ser desenvolupat originalment el 1939 per l'esforç combinat de Bell Labs i els organismes de radiodifusió CBS i NBC per al mesurament i la normalització dels nivells en les línies telefòniques.
A més del nivell instantani, alguns vúmetres digitals també mostren els becs o màxims. Com a regla general, els nivells d'enregistrament han de ser tals que no superin l'àrea vermella més enllà de 0 VU, o solament en rares ocasions. Si el volum d'enregistrament és massa alt, la qualitat del so i resposta en freqüència és generalment més pobra i els efectes de saturació i retallada poden ser especialment problemàtics per a un sistema d'enregistrament digital. Per contra si el nivell és massa baix, els nivells de soroll seran alts en relació al senyal principal que s'està gravant. Alguns sistemes d'enregistrament de veu sovint controlen el nivell d'enregistrament automàticament, en general no disponible en gravadores de baix cost.